# Festa de Dezenove Dias
As Festas de Dezenove Dias são encontros regulares da comunidade Bahá'í, ocorrendo no primeiro dia de cada mês do Calendário bahá'í. A Festa de Dezenove dias é dividida em três partes, a devocional, administrativa e a social.
O termo "Festa" na língua portuguesa, é naturalmente entendido como uma comemoração ou celebração animada. Mas, embora possa ser tão alegre como uma festa, se as condições e situações não permitem, a Festa de Dezenove Dias pode ser o mais simples possível. A parte administrativa é a mais importante da Festa. Em inglês a palavra vem do termo Feast, que não possui o mesmo peso que a designação em português.